# Stuart Wilson (remero)
Stuart Wilson es un deportista británico que compitió en remo. Ganó una medalla de oro en el Campeonato Mundial de Remo de 1979, en la prueba de cuatro sin timonel ligero.

## Palmarés internacional
| Campeonato Mundial | Campeonato Mundial | Campeonato Mundial | Campeonato Mundial        |
| Año                | Lugar              | Medalla            | Prueba                    |
| ------------------ | ------------------ | ------------------ | ------------------------- |
| 1979               | Bled (Yugoslavia)  | Medalla de oro     | Cuatro sin timonel ligero |